# Погляди Арістотеля на жінок
Погляди Арістотеля щодо жінок стали впливовими на подальший розвиток філософії та думок майбутніх мислителів аж до кінця середньовіччя.
У трактаті про державу «Політика» Арістотель визначав жінку, як підвладну стать чоловікові, коли останній повинен верховодити політичним життям в країні, перша за статусом була лише вище раба, й нижче за чоловіка. Серед визначних рис жінки вбачалися: експансивність, жалісливість, наївність, що також перешкоджали у політичному житті. Проте, у писанні «Риторика», Арістотель ставив жіноче щастя на рівні з чоловічим, адже вважав, що неможливо досягнути загального щастя у суспільстві, залишивши бодай когось незадоволеним.
Що цікаво, напроти думки Арістотеля, філософ Платон виводив із концепції світобудування необхідну рівність між жінками та чоловіками, хоча заявляв про усе-таки слабини адамового ребра у силі і добродійництві, однак паритет у раціоналізмі і професійним навичкам, потому в ідеяльній республіці повинні отримувати освіту всі, а також працювати на рівні, без наголошених на то відмінностей.

## Диференціація між чоловіками та жінками
Арістотель вважав, що жінка поступається чоловіку. У своїй роботі «Політика» автор говорить: «Щодо статі, то чоловік за своєю природою є вищим за жінку. Чоловік — керівник, а жінка — підневільна». Також зазначається: «У раба відсутній дорадчий елемент, коли у жінки він є, проте їй не вистачає авторитету, напроти дитина також його має, хоча неповний.»
Синтія Фріланд писала: «Арістотель твердить, що мужність чоловіка полягає в тому, аби керувати, а жінки — підкорюватися»; «..матерія прагне набути форму, як жінка чоловіка, а почварне мальовничого»; «..жінка це неповноцінний чоловік, або, себто потвора»
Крім того, Арістотель зазначав, що чоловік і жінка розрізняється не тільки за фізичним, але й інтелектуальним. Жінка "більш збитошна, менш проста, більш імпульсивна, брехливі, легше доводиться до сліз, ревниці, самолюбні, гальмівні, дратівливі, схильні до обсценної лексики, мають міцну пам'ять, і не мають самоповагу, стида, надмірно меланхолійні..' ", ніж чоловік.
Мислитель говорив, що світлошкірі жінки, але не чорношкірі, мають сексуальну розрядку і досягають кульмінацій у сексі. Також вірив, що цьому зарадити може гостра їжа. Виділення жінки подібний до виділень безплідного чоловіка. Також він добіг висновку, що жіноча речовина запліднення міститься у виділеннях, а не в яєчнику.
Арістотель пояснює ієрархічний зв'язок між чоловіком і жінкою наступним чином: «за природою жінка різниться з рабинею, адже природа нічого не робить економно, а радше будь-яку річ для одної цілі. Позаяк річ буде виконувати найліпше свою працю, тільки коли у неї буде одна, надійна задача.»
Серед варварів жінка і раб мали однаковий статус. Це відбувалося по тому, що серед адамового ребра не було правителів, до чого додавалися асоціації — чоловік і жінка-раб. Через це, поети писали: «поправно, аби греки підпорядковували варварів», оскільки варвар і раб за своєю суттю були однакові.

## Мораль і політика
Що стосується відмінності у шлюбі між статтями, Арістотель говорив про зовнішні прояви, честь, манір мови. Домашні функції розподілені за тим, що його справа «здобувати», у неї «глядіти».

### Гарні жінки
У праці «Економіка» мислитель писав, що не личить чоловіку мати хаотичні статеві зв'язки, аби не розводити беззаконих дітей, котрі беруть участь в правах законних дітей, а також знечестя, як дружини, так й синів. Чоловіку належить відноситися до дружини з честю, стриманістю і поважністю, і в розмові поводити себе розважливо, пропонуючи виключно законі й почесні дії. Арістотель вважав, що краще всього поважати тоді, коли вона бачить вірність власного мужа, що він не воліє іншу жінку, проте ставиться до інших з повагою, тримає довіру перед нею й має за свою власність.
Арістотель вказував, що муж повинен здобути згоду, вірність й відданість перед жінкою, щоби незалежно від того, чи буде він поряд, не було жодної різниці в її ставленні до нього, оскільки вона розуміє, що вони обоє однаково стоять на варті спільних інтересів, і тому, коли його немає, вона може відчувати, що для неї немає людини ласкавішої, добрішої, істинного, ніж власний чоловік.

### Спартанські жінки
Арістотель писав, що Спарта прагнула бути витривалою й стриманою (як місто, так і країна). Досягти цього вдалося на думку мислителя тільки по відношенню чоловіків, однак впустив увагу з жінок, котрі жили у різного роду багатстві і ексцесії. Хоча, зауважував що при інших укладах, коли жінка займала низьке становище у суспільстві, по більшості у містах зчинялося самоправство.

### Чоловіче і жіноче щастя
Жіноче щастя у вченні стоїть на рівні чоловічого, як відмічено у «Риториці» — суспільство не може бути щасливим, доки жінка також не щаслива. У статті під назвою «Оповідання Арістотеля про підпорядкування жінок», Штауффер пояснює думку Арістотеля, що у природі загальне благо походить від правління вищої істоти. Але він не вказує на загальне благо для чоловіків, які перевершують жінок. Він використовує слово κρείττων (kreitton) для позначення переваги, тобто сильнішого. Раціональне мислення у Арістотеля — це те, що робить вас вище менших істот у природі, але все ж таки використовував термін, що означає сильніший, а не більш раціональний або розумний.

### Діти
Про дітей він говорив: «І що може бути більш божественним, або більш бажаним для людини в здоровому глузді, ніж народження від благородної та поважної дружини дітей, які будуть найвірнішими помічниками та розсудливими опікунами своїх батьків у старості й зберігачами всього будинку? Правильно виховані батьком і матір'ю діти виростуть доброчесними, як того заслуговують ті, хто поводився з ними благочестиво і праведно…».
Арістотель вважав, що у всіх нас є біологічне прагнення до народження дітей, щоб залишити після себе щось, що займе місце і буде схоже на нас самих. Це виправдовує природне партнерство між чоловіком та жінкою. І в кожної людини є одне конкретне призначення, тому що ми краще опановуємо одну конкретну рису, ніж бути адекватними в кількох. За Арістотелем, призначення жінки — народжувати дітей. Арістотель підкреслював, що чоловік і жінка разом працюють над вихованням дітей, і те, як вони їх виховують, дуже впливає на те, якими людьми вони виростуть, а значить, і на те, в якому суспільстві чи громаді всі живуть.